# Affton
Ne doit pas être confondu avec Afton.
Affton est une census-designated place située dans le comté de Saint Louis, dans l'État du Missouri, aux États-Unis. En 2020, Affton comptait 20 417 habitants.

## Histoire

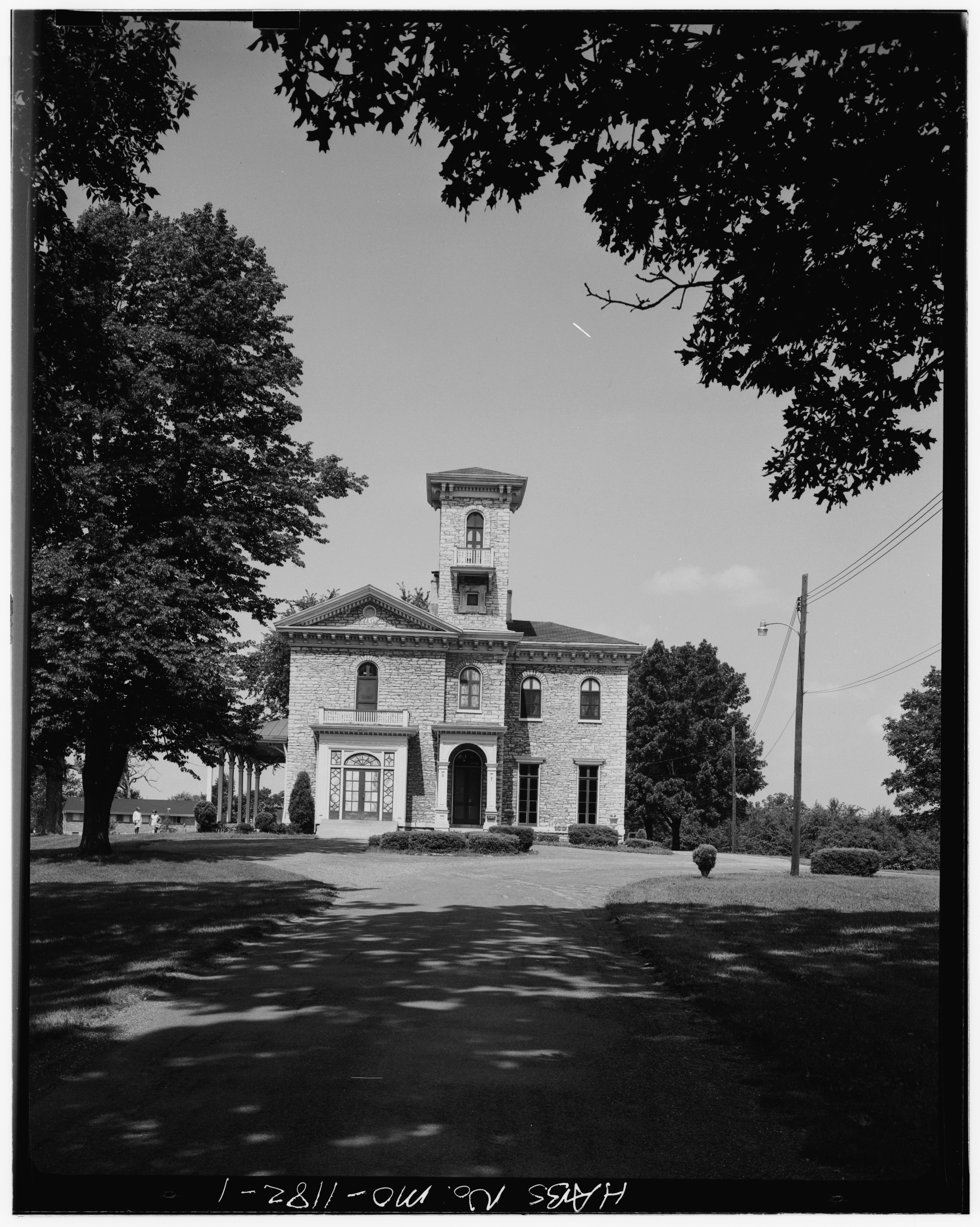
Manoir de Louis A. Benoist en 1933

Au début du XIXe siècle, Grégoire Sarpy, un Français, faisant commerce de fourrures, obtient la concession de 6 000 acres, environ 240 000 m2 auprès de la couronne espagnole d'un territoire nommé Carondelet, en l'honneur du gouverneur espagnol Francisco Luis Hector de Carondelet. Sa concession s'étend de Webster Groves à la rivière Des Pères. Vers 1820, Kenneth McKenzie, un Écossais, achète 3 000 acres dans l'ouest de la concession à Grégoire Sarpy et y établit une plantation.
En 1842, Kenneth McKenzie vend une partie de ces terres à des immigrants allemands. Une autre partie des terres est achetée par Louis A. Benoist, un banquier de Saint-Louis. Il y fait construire par l'architecte George Ingham Barnett (en) un manoir, des granges, des bâtiments pour les esclaves. Le manoir, proprié de l'Affton Historical Society depuis 1976, est inscrit au registre national des lieux historiques depuis le 23 juin 1969.
En 1872, Johann Aff ouvre un magasin général au "Ten Mile House" et devient également le premier maitre des postes du lieu. Pour des facilités postales, la localité est appelée alors Aff Town puis devient Affton.
En 1930, la ville compte 800 habitants et l'activité se compose essentiellement de maraichages. À partir de 1945, la ville connaît un développement important en tant que banlieue de Saint-Louis. Depuis 1935, la majorité de la ville est sous l'autorité directe du comté de Saint-Louis.

## Géographie
Affton est situé dans la banlieue sud-ouest de Saint-Louis, à environ 3 km à l'ouest du fleuve Mississippi qui forme la frontière avec l'Illinois. Affton couvre 11,9 km2) et se trouve dans le canton de Concord.
Les villes immédiatement adjacentes à Affton sont Marlborough au nord, Wilbur Park et Bella Villa à l'est, Lemay au sud-est, Green Park au sud-ouest et Lakeshire et Grantwood Village à l'ouest.

## Démographie

### Recensement 2020
En 2020, la population s'élève à 20 417 habitants

## Patrimoine

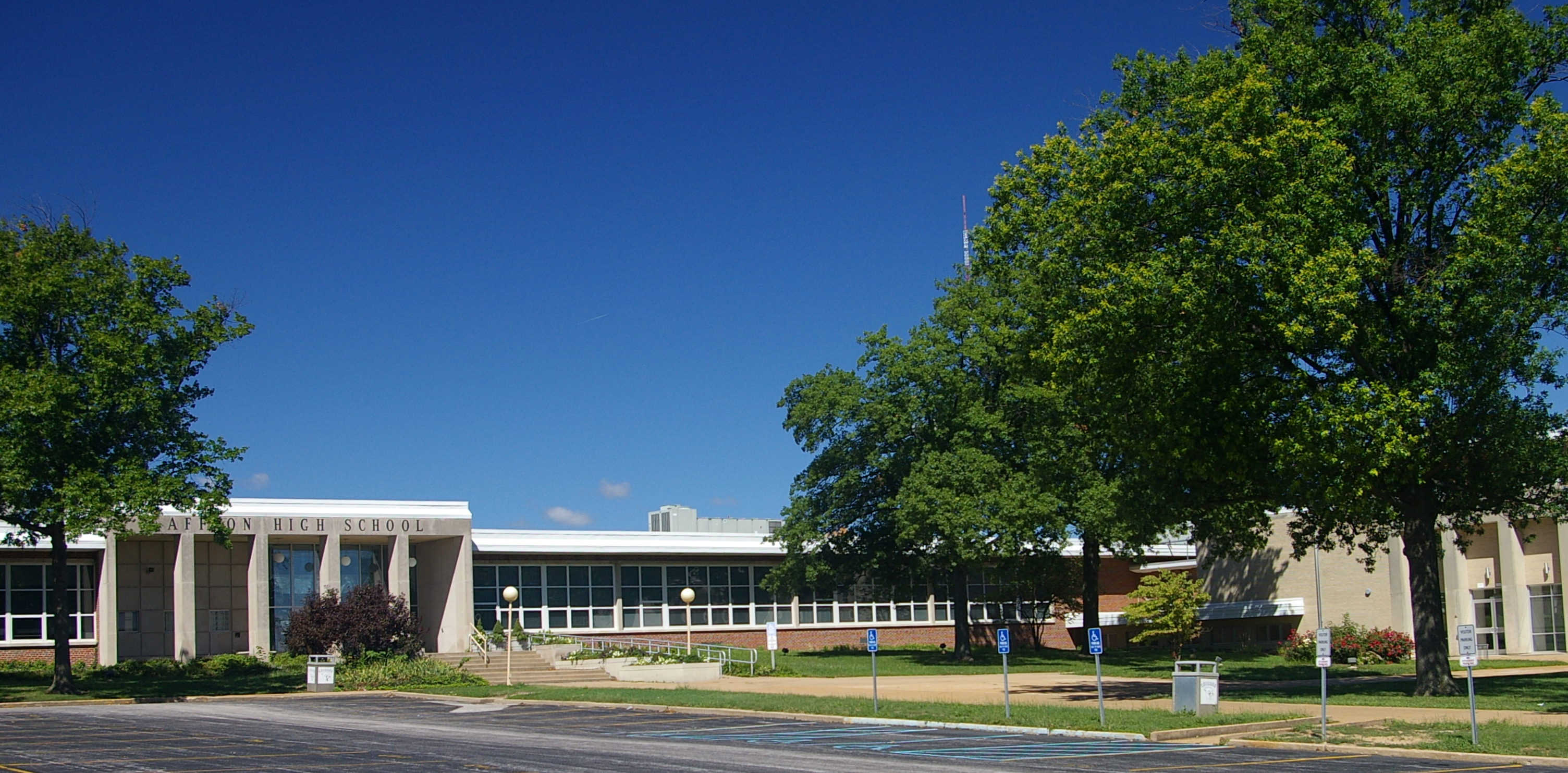
Affton High School.

Affton compte quatre monuments inscrits au registre national des lieux historiques :
- l'Affton High School (en), depuis le 12 août 2020. L'école a vu notamment passer dans ses rangs le journaliste Derek Blasberg, le footballeur américain Markus Golden et l'acteur John Goodman, natif d'Affton ;
- Le manoir de Louis Auguste Benoist, inscrit depuis le 23 juin 1969 ;
- Le cimetière du New Mount Sinai Cemetery (en) depuis le 22 décembre 2005 ;
- La Joseph Sappington House (en) depuis le 14 octobre 1982.